# Raphaël Collignon
Raphaël Collignon (* 13. Januar 2002 in Rochester, Minnesota, Vereinigte Staaten) ist ein belgischer Tennisspieler.

## Karriere

### Junior Tour
Raphaël Collignon spielte zwischen 2016 und 2020 auf der ITF Junior Tour. Dort gewann er sechs Einzel- und sieben Doppeltitel, darunter auch ein Turnier der zweithöchsten Kategorie J1 Kasan im Doppel. Bei seinem einzigen Grand-Slam-Turnier-Auftritt erreichte er bei den French Open 2020 die zweite Runde. Seine beste Platzierung in der Junioren-Rangliste war Position 25.

### 2021–2023: Aufstieg und Zwangspause
Bei den Profis ging Collignon ab 2021 regelmäßig an den Start. In seinem ersten Jahr sammelte er genug Punkte, um das Jahr in den Top 900 der Weltrangliste abzuschließen. Im Jahr 2022 stellte sich auf der drittklassigen ITF Future Tour schnell Erfolg ein, sodass er nach vier Titeln mehr als 600 Positionen klettern und am Saisonende die ersten Turniere der höher dotierten ATP Challenger Tour spielen konnte. Auf das Doppel legte Collignon wenig Fokus; in diesem Jahr zog er mit seinem ersten Futuresieg im Doppel dennoch das erste Mal in die Top 1000 ein. Das Jahr 2023 begann mit seinem besten Challenger-Resultat, als er in Oeiras das Halbfinale erreichte. Wenig später schlug er in Koblenz drei Spieler der Top 200 und schied erneut erst im Halbfinale aus. Nach einer Serie von Erstrundenniederlagen kehrte Collignon im April wieder auf die Erfolgsspur zurück und stand in Roseto in seinem ersten Challenger-Endspiel. Er verlor gegen den Österreicher Filip Misolic in der Verlängerung des dritten Satzes. Wegen Verletzungen nahm er in der zweiten Hälfte des Jahres kaum an Turnieren teil und fiel in der Rangliste weit zurück. Bei der Qualifikation zu den French Open und Wimbledon scheiterte er in der ersten bzw. zweiten Runde.

### Ab 2024: Wiederaufstieg und erster Challenger-Titel
Nach einem halben Jahr Pause begann Collignon erst 2024 wieder am Turnierbetrieb teilzunehmen. Schnell erzielte er auf der Future Tour Erfolge, indem er vier Einzel- und einen Doppeltitel gewann. In Lyon war er das erste Mal wieder bei einem Challenger erfolgreich und erreichte aus der Qualifikation heraus das Halbfinale ohne einen Satz abzugeben. Gegen Alexandre Müller verlor er anschließend in drei Sätzen. Im Juli zog er in Lüdenscheid in sein zweites Challenger-Endspiel ein. Er setzte sich gegen die Nummer 84 der Welt Botic van de Zandschulp durch, womit er sowohl den ersten Titel auf diesem Niveau gewann als auch erstmals gegen einen Spieler der Top 100. Zwei Monate später verlor Collignon in Lissabon sein drittes Challenger-Endspiel gegen Alexander Ritschard aus der Schweiz. Sein Karrierehoch verbesserte er deutlich auf Rang 164. Das Debüt auf der ATP Tour gab er im Oktober 2024 beim einzigen Turnier dieser Kategorie in Belgien. Er erhielt mit seinem Landsmann Alexander Blockx eine Wildcard für die Doppelkonkurrenz in Antwerpen, wo sie zum Auftakt ausschieden, während er im Einzel gegen Márton Fucsovics deutlich verlor.
Im September 2024 wurde Collignon das erste Mal für die belgische Davis-Cup-Mannschaft nominiert. Er verlor seine beiden Begegnungen gegen van den Zandschulp und João Fonseca.

## Erfolge
| Legende (Anzahl der Siege) |
| Grand Slam                 |
| ATP Finals                 |
| ATP Tour Masters 1000      |
| ATP Tour 500               |
| ATP Tour 250               |
| ATP Challenger Tour (4)    |

### Einzel

#### Turniersiege
| Nr. | Datum             | Turnier     | Belag         | Finalgegner             | Ergebnis      |
| --- | ----------------- | ----------- | ------------- | ----------------------- | ------------- |
| 1.  | 3. August 2024    | Lüdenscheid | Sand          | Botic van de Zandschulp | 3:6, 6:4, 6:3 |
| 2.  | 17. November 2024 | Lyon        | Hartplatz (i) | Calvin Hemery           | 6:4, 6:2      |
| 3.  | 23. Februar 2025  | Pau         | Hartplatz (i) | Patrick Zahraj          | 6:2, 6:4      |
| 4.  | 13. April 2025    | Monza       | Sand          | Witalij Satschko        | 6:3, 7:5      |